# チャールズ・バカンティ
チャールズ・バカンティ（英: Charles Alfred Vacanti）は、アメリカ合衆国出身の麻酔科医（医師：M.D.）。研究分野は、麻酔学・組織工学・細胞生物学。
マサチューセッツ大学メディカル・スクール麻酔科教授、同 再生医科学センター長、国際再生医学会長、アメリカ麻酔学会長を歴任し、ティッシュ・エンジニアリング学会・学会誌の主宰者。現在はハーバード・メディカル・スクール及びブリガム＆ウィメンズ病院の名誉教授。
1995年10月に「ミミネズミ（バカンティマウス）」がBBCテレビで報道され、その視覚的に強烈なインパクトにより、バカンティと生体組織工学（組織工学、ティッシュ・エンジニアリング）は世に広く知られるようになった。同分野で多くの特許を持ち、生体組織工学においては著名な人物である。spore-like cellsやSTAP細胞の提唱者でもある。

## 来歴・人物
ネブラスカ州オマハ生まれ。兄にジョセフ・バカンティ、弟にマーティン・バカンティとフランシス・バカンティがいる。1972年にクレイトン大学を卒業し理学士、1975年にはネブラスカ大学医学部を卒業し、M.D.取得。バーモント大学中央病院麻酔科研修医（1976年-1978年）、1983年にハーバード・メディカル・スクール 兼 マサチューセッツ総合病院麻酔科インストラクターに就任。マサチューセッツ総合病院で再生医学の研究を始め、マサチューセッツ工科大学研究員（1990年）、ハーバード・メディカル・スクール麻酔科助教授（1992年-1994年）、1994年にマサチューセッツ大学メディカル・スクール麻酔科教授に就任。1994年に設立した国際再生医学会長（初代）を務め、学術雑誌「国際再生医学」編集員を歴任。
1995年にハーバード大学公衆衛生大学院臨床サービス科長を経て、1998年にはマサチューセッツ大学メディカル・スクール再生医科学センター長になる。生体組織工学(ティッシュ・エンジニアリング)は臓器の細胞を採取し人工的に特殊培養し自由に成形する技術で、人工皮膚・人工骨・人工軟骨・人工心筋シートが作られ、すでに世界中で利用されており、バカンティ兄弟は基本特許を取得していた。1995年にマウスの背中に人間の耳の形を作ったバカンティマウスで有名になる。これは直接的には役に立たないが、その視覚的に強烈なインパクトは組織工学の宣伝にあたって大いに有効であった。以後、同分野での名声を確立し、ティッシュ・エンジニアリング学会・学会誌も主催している。
2001年に胞子様細胞（spore-like cells）仮説を発表する。しかし、同僚たちは同研究に極めて懐疑的であり、弁護に疲れ果てた末職場を去る決意をする。新しい職場での面接では、胞子様細胞仮説に触れないように意識したという。2002年からブリガム＆ウィメンズ病院麻酔科部長（ボストン） 兼 再生医科学研究室長 兼 ハーバード・メディカル・スクール麻酔科ヴァン・ダム/コヴィーノ講座教授に就任。2007年にアメリカ麻酔学会長に就任。2014年4月には、日本の気管支学会において招待講演も行っている。生体組織工学に関する多くの特許を持ち活発な学会活動を行いながらも、ハーバードの研究者からも「奇抜な研究で研究資金を集める、変わり者研究者」と見られていた。
2014年にネイチャー誌に掲載されたSTAP研究では、特許出願の代表発明人、及び一つの論文の責任著者になっている。バカンティは理化学研究所内で研究をあまりオープンにしないことを要求するとともに、特許出願を急がせた。また、同研究の論文に疑義が発覚し、理研の調査で不正が認定されながらも、筆頭著者の小保方晴子とともに論文撤回に反対。しかしSTAPの存在を主張し続けながらも、6月には論文撤回に同意する。
2014年8月12日には所属するブリガム＆ウィメンズ病院により、バカンティが麻酔科長を9月1日付で退任し、1年間長期休職する意向であることを公表。先だって8月11日に公開されたメールには「複雑な気持ちで皆さんに私の決断をお知らせする」「私の将来の目標を達成し、試みの方向性を変え、最も楽しいことをする時間のために1年間の休暇を取るつもりだ」等と書かれていた。
2022年2月8日、番号11242508（US patent 11242508, "Methods relating to pluripotent cells", issued 2022-2-8）小島宏司と連名でのアメリカにおける特許が公表された。ドキュメントは73ページに及び、その23ページ目（Description冒頭部）のサマリーには「Described herein are improved methods for generating pluripotent cells, e.g. STAP cells which provide increased efficiency, yield, and/or quality as compared to the methods disclosed in International Patent Publication WO 2013/163296 and Obokata et al. Nature 2014 05:641-647:」と記されている。

## 生体組織工学の研究

### バカンティマウス
始まりは、兄で外科医のジョセフ・バカンティと化学者のロバート・ランガーの論文
- Langer R, Vacanti JP (1993-0-14). “Tissue engineering”. Science 260 (5110):  920-926. PMID 8493529.

にある。本論文ではまず生分解性プラスチックを用いて足場を作り、そこに軟骨細胞を培養する。次に細胞を生き続けさせるためにヌードマウスの背中に移植し、最終的に患者に移植する、という手法を提唱している。
臨床医師だったチャールズは、1988年にこの兄のグループに参加し、生体組織工学研究の世界に入った。1990年代前半に成果を学会で発表したが、注目されなかったため、1995年に「ミミネズミ」を作製した。バカンティは「Auriculosaurus」と名付けたが、世間一般にはバカンティの名にちなみ「バカンティマウス」や「ミミネズミ」として知られている。これは、兄のジョセフ・バカンティとロバート・ランガーが確立した組織工学の手法の応用であるが、その視覚的に強烈なインパクトは組織工学の宣伝に大いに有効であり、多くのメディアで取り上げられた。

### 生体組織工学と親指再生

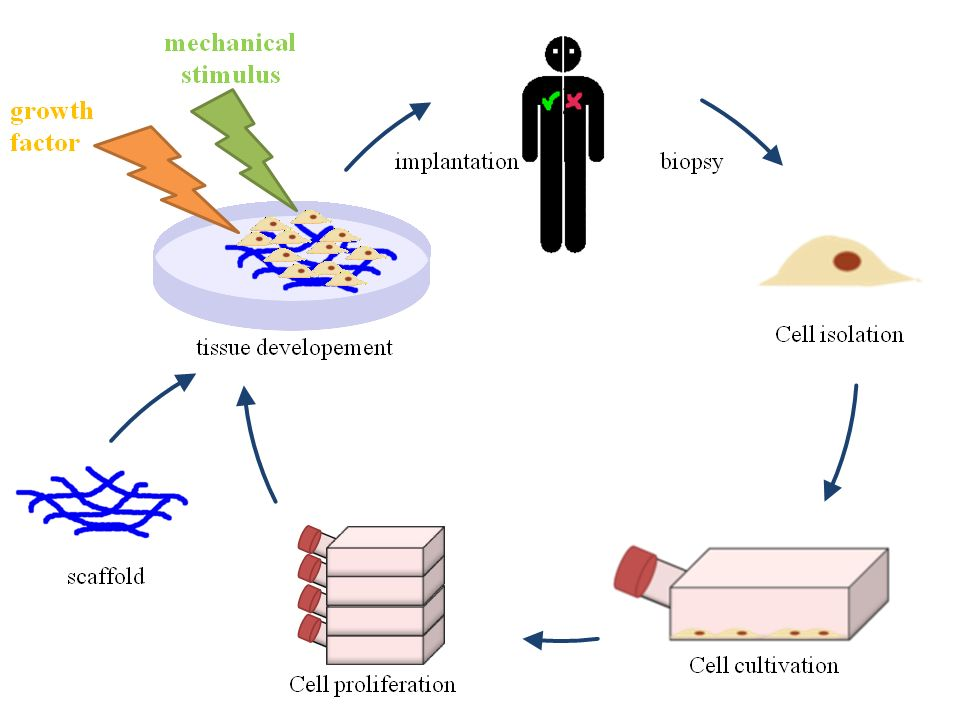
生体組織工学の基本スタイル

バカンティマウス以前から、生体組織工学に関する技術、特許は蓄積されており、バカンティ兄弟で共同で特許を出願・取得しながらも、兄弟同士での競争もあったと言う。
1998年には親指再生の技術開発に取り組む。まず、サンゴをヒトの親指状にして骨の細胞を付着させると、サンゴは徐々に溶けて親指の骨だけが残る。更にハーバード大学フォークマン教授の血管造成術を組み合わせると血管もある指ができ、移植したところかなり機能したとされる。
これにより、バカンティ兄弟の中でもチャールズは一歩目立つ存在になったと言われている。また、1999年にTBSテレビで放送された「ヒトの旅、ヒトへの旅 世紀末・人類最先端スペシャル」という番組においても、バカンティは大きく取り上げられた。

## 幹細胞の研究

### Spore-like cells、Sphere研究
2001年にバカンティは弟のマーティン・バカンティとともに、生物の成体に小さなサイズの細胞が眠った状態の多能性細胞が存在するのではないかとの仮説を提唱。これを「spore-like cells」（胞子様細胞）と名付けた。しかし、同僚たちは同研究に極めて懐疑的であり、弁護に疲れ果てた末職場を去る決意をする。新しい職場での面接では、胞子様細胞仮説に触れないように意識したという。その後、2008年に小保方晴子がハーバード・メディカルスクールに留学して来ることにより、研究が再始動。小保方は博士論文の研究として多能性の検証を行った。
2001年にJournal of Cellular Biochemistry誌へ掲載された論文での画像盗用の疑いや、2011年3月TE誌論文での不適切な画像使いまわし。TE誌については、2014年3月にバカンティが実験データを示す複数の画像や画像の説明内容を訂正した。また、小保方の博士論文にも疑義が生じたが、副査を務めたはずのバカンティ自身は、取材に対して「博士論文を見せられたことも読むように頼まれたこともない」と答えている。

### STAP細胞研究への発展
前述のように、バカンティや小島宏司の下で小保方晴子は胞子様細胞に関する研究を行っていたが、2010年頃に彼らと大和雅之は、刺激により細胞が初期化されているという解釈に至る。本研究は2011年以降、小保方が所属した理化学研究所を中心に研究が進み、2012年3月には米国仮特許出願、同年にはネイチャー、サイエンス、セルへ論文を投稿するが、3誌とも査読を通らなかった。
2012年12月から笹井芳樹が論文指導を行うことにより、論文は大きな変貌を遂げる。バカンティは笹井が共著者や責任著者に加わること、理化学研究所内で研究をあまりオープンにしないことを要求。また、特許の本出願を急がせてたり、論文共著者に誰を入れるか等についても注文を付けていた。
2013年4月には特許の国際出願を済ませ、2014年1月30日には2報の論文がイギリスの科学雑誌ネイチャーに掲載された。バカンティは取材で「小保方がいなければSTAP細胞の研究発表は先にまでずれこんでいただろう」と語り、STAP細胞はバカンティ自身の研究成果であり、小保方は研究協力者の1人との立場をとっている。
同年2月1日にはバカンティのチームがヒツジ治療にSTAP細胞を試みたこと、2月5日には新生児の皮膚線維芽細胞から作成したSTAP細胞の可能性がある細胞の写真を公表する等、BWH独自の研究成果も発表していった。

### バカンティ版STAPプロトコルの問題
2014年3月20日、バカンティは酸刺激前に物理的な刺激を加えるという独自プロトコルを発表した。
- (PDF) Refined protocol for generating STAP cells from mature somatic cells, (2014-03-20) 2014年3月24日閲覧。（英語）[49]

さらに同年4月2日には、バカンティは「論文を撤回する必要は無い。私のプロトコルで香港中文大学の研究者は新しい結果を示した。有望である」と再度述べた。これは、李嘉豪（Kenneth Ka-ho Lee）教授がResearchGateに公表した実験結果を指すものと思われる。しかし、同実験結果では、この新プロトコルは何も操作をしない場合とほぼ同程度の多能性マーカーの発現を示したにすぎない。つまり、新プロトコルはうまくいかない、という結果である。同教授が驚きを表明したのは、比較のために行った物理的刺激のみの方法が比較的良好な結果を示したからである。しかし、これもES細胞などに比べると多能性マーカーの発現は1/10以下で、到底多能性の証拠とは言えない。最終的に香港中文大学の李嘉豪（Kenneth Ka-ho Lee）教授は一連の実験を論文にまとめて発表し。STAP細胞の検証実験を終了することにした。またマサチューセッツ工科大学のRudolf Jaenisch教授は「理研のプロトコルもバカンティの新しいプロトコルも成功しなかった」と米国ボストン・グローブ誌の取材に答えている。結局、バカンティ自らがハーバード内の研究者に作成法を指導しながらも、誰も再現に成功しなかった。

### STAP研究と論文における不正問題
日本でSTAP細胞の論文を巡りデータや画像に不自然な点があった問題が発生し、同年3月14日に小保方以外の共同執筆者が論文の取り下げに同意していたが、バカンティは「論文に提示されたデータが正しくないという説得力のある証拠がない限り、論文を撤回すべきではない」とコメントし、論文の取り下げに反対していた。同年5月末にネイチャーから強制撤回よりも自主撤回を促すコンタクトがあり、撤回に同意する方針に転換。小保方も撤回に同意し、STAP細胞の研究は撤回されて白紙になる見通しとなった。なお7月2日のネイチャーによる論文撤回にあたっても、バカンティは自説を変えず、ボストン・グローブ誌はSTAP細胞やハーバードに対して否定的な報道を行った。
2014年8月12日にはブリガム＆ウィメンズ病院により、バカンティが麻酔科長退任と1年間の長期休暇の意向であることを表明。病院はこれらの理由やSTAP問題との関連を明らかにしていないが、8月11日に自身のブログでメールを公開したポール・ノフラーは、病院で内部調査が進んでいる可能性を指摘している。また、理化学研究所の検証実験中間報告が行われた一週間程後の同年9月3日に、小島宏司と共にプロトコルの改訂版を発表。
- Charles A. Vacanti, Koji Kojima (2014-09-03) (PDF), REVISED STAP CELL PROTOCOL 2014年9月20日閲覧。[65]

STAP細胞作製が簡単にできるのは間違いで個人差が大きいことを認めたものの、自分達が作成に成功したか否かは明らかにしなかった。

## 主要な業績

### 論文
- Cao, Y.; Vacanti, J. P.; Paige, K. T.; Upton, J.; Vacanti, C. A. (1997). “Transplantation of chondrocytes utilizing a polymer-cell construct to produce tissue-engineered cartilage in the shape of a human ear”. Plastic and reconstructive surgery 100 (2):  297–304.
- Martin P. Vacanti, Amit Roy, Joaquin Cortiella, Lawrence Bonassar, Charles A. Vacanti (2001-03-01). “Identification and initial characterization of spore-like cells in adult mammals”. Journal of Cellular Biochemistry 80 (3):  455–460.
- H. Obokata, K. Kojima, K. Westerman, M. Yamato, T. Okano, S. Tsuneda, C. A. Vacanti (3 2011). “The potential of stem cells in adult tissues representative of the three germ layers”. Tissue Engineering Part A 17 (5-6):  607-615. ISSN 19373341.
  - C. A. Vacanti et al. (3 2014). “Erratum: The Potential of Stem Cells in Adult Tissues Representative of the Three Germ Layers”. Tissue Engineering Part A.
- J. A. Canseco, K. Kojima, A. R. Penvose, J. D. Ross, H. Obokata, A. H. Gomoll, C. A. Vacanti (12 2012). “Effect on ligament marker expression by direct-contact co-culture of mesenchymal stem cells and anterior cruciate ligament cells”. Tissue Engineering Part A 18 (23-24):  2549-2558. ISSN 19373341.
- Obokata, H.; Wakayama, T.; Sasai, Y.; Kojima, K.; Vacanti, M. P.; Niwa, H.; Yamato, M.; Vacanti, C. A. (2014-07-02). “Retraction:Stimulus-triggered fate conversion of somatic cells into pluripotency”. Nature 505:  641-647.（英語）
  - H. Obokata, et al. (2014-07-03). “Retraction: Stimulus-triggered fate conversion of somatic cells into pluripotency”. Nature 511 (112) 2014年7月3日閲覧。.
- Obokata, H.; Sasai, Y.; Niwa, H.; Kadota, M.; Andrabi, M.; Takata, N.; Tokoro, M.; Terashita, Y.; Yonemura, S.; Vacanti, C. A.; Wakayama, T. (2014-07-02). “Retraction:Bidirectional developmental potential in reprogrammed cells with acquired pluripotency”. Nature 505:  676-680.（英語）
  - H. Obokata, et ak, (2014-07-03). “Retraction: Bidirectional developmental potential in reprogrammed cells with acquired pluripotency”. Nature 511 (112) 2014年7月3日閲覧。.

### 特許付与
（生体組織工学関係）
- Joseph P. Vacanti, Charles A. Vacanti, Robert S. Langer, Neomorphogenesis of cartilage in vivo from cell culture（Patent number: 5041138、1989年4月17日出願、1991年8月20日登録、授受人：MIT, Children's Hospital）
- Joseph P. Vacanti, Charles A. Vacanti, Robert S. Langer, Biodegradable synthetic polymeric fibrous matrix containing chondrocyte for in vivo production of a cartilaginous structure（Patent number: 5736372、1990年4月16日出願、1998年4月7日登録、授受人：MIT, Children's Medical Center Corporation）
- Linda Griffith-Cima, Anthony Atala, Charles A. Vacanti, Keith T. Paige, Tissue formation by injecting a cell-polymeric solution that gels in vivo（Patent number: 5709854、1993年4月30日出願、1998年1月20日登録、|授受人：マサチューセッツ工科大学）
- Charles A. Vacanti, Tissue re-surfacing with hydrogel-cell compositions（Patent number: 5944754、1996年11月8日出願、1999年8月31日登録、授受人：マサチューセッツ大学）
- Charles A. Vacanti, Yi Lin Cao, Robert S. Langer, Joseph P. Vacanti, Keith Paige, Joseph Upton, Tissue engineered tendons and ligaments（Patent number: 6123727、1997年8月4日出願、2000年9月26日登録、授受人：MIT, Cambridge Childern's Medical Center Corproration）
- Charles A. Vacanti, Joseph P. Vacanti, Guided development and support of hydrogel-cell compositions（Patent number: 6027744、1998年4月24日出願、2000年2月22日登録、授受人：マサチューセッツ大学メディカルセンター, The Children's Medical Center Corporation）
- Charles A. Vacanti, Joseph P. Vacanti, Martin P. Vacanti, Guided development and support of hydrogel-cell compositions（Patent number: 6171610、1998年11月25日出願、2001年1月9日登録、授受人：マサチューセッツ大学, The Children's Medical Center Corporation）
- Linda Griffith-Cima, Anthony Atala, Charles A. Vacanti, Keith T. Paige, Tissue formation by injecting a cell-polymeric solution that gels in vivo（Patent number: 6730298、1998年1月20日出願、2004年5月4日登録、授受人：MIT, Children's Medical Center Corporation）
- Charles A. Vacanti, Yi Lin Cao, Robert S. Langer, Joseph P. Vacanti, Keith Paige, Joseph Upton, Tissue engineered tendons and ligaments（Patent number: 6840962、2000年9月25日出願、2005年1月11日登録、授受人：MIT, Children's Medical Center Corporation）
- Martin P. Vacanti, Charles A. Vacanti, Compositions and methods for generating skin（Patent number: 7560275、2003年3月3日出願、2004年2月19日公開、2009年7月14日登録、授受人：VBI Technologies, L.L.C.）
- Martin P. Vacanti, Charles A. Vacanti, Biological scaffolding material（Patent number: 7319035、2003年10月17日出願, 2004年1月15日公開、2008年1月15日登録、授受人：VBI Technologies, L.L.C.）
- Linda G. Griffith, Anthony Atala, Charles A. Vacanti, Keith T. Paige, Injectable composition containing crosslinkable material and cells for forming animal tissue（Patent number: 7807150、2004年3月8日出願、2010年10月5日登録、授受人：MIT, Children's Medical Center Corporation）
- Charles A. Vacanti, Yi Lin Cao, Robert S. Langer, Joseph P. Vacanti, Keith Paige, Joseph Upton, Tissue engineered tendons and ligaments, 授受人：Children's Medical Center Corporation, Massachusetts Institute of Technology（Patent number: 7914579、2006年2月9日出願、2011年3月29日）
- Kiyotaka Iwasaki, Mitsuo Umezu, Koji Kojima, Charles Alfred Vacanti, System for forming and maintaining biological tissue（Patent number: 8748166、2008年10月10日出願、2014年1月10日登録、授受人：早稲田大学）

（spore-like cells関係）
- Martin P. Vacanti, Charles A. Vacanti, Spore-like cells and uses thereof（Patent number: 7575921、2003年6月13日出願、2004年3月25日公開、2009年8月18日登録、授受人：VBI Technologies, L.L.C.）
- Charles A. Vacanti, Martin P. Vacanti, Isolation of spore-like cells from tissues exposed to extreme conditions（Patent number: 7060492、2004年3月3日出願、2004年9月9日公開、2006年7月13日登録、授受人：VBI Technologies, L.L.C.）
- Martin P. Vacanti, Charles A. Vacanti, Spore-like cells and uses thereof（Patent number: 7964394、2009年7月17日出願、2010年1月14日公開、2011年7月21日登録、授受人：VBI Technologies, L.L.C.）
- Martin P. Vacanti, Charles A. Vacanti, Subpopulations of spore-like cells and uses thereof（Patent number: 8551775、2010年11月11日出願、2011年11月17日公開、2013年10月8日登録、授受人：VBI Technologies, L.L.C.）

### 特許出願
※特許付与済みのものは除く。
（生体組織工学関係）
- LINDA G GRIFFITH, ANTHONY ATALA, CHARLES A. VACANTI, KEITH T. PAIGE, INJECTABLE POLYSACCHARIDE-CELL COMPOSITIONS（Application number: 20010053353、1998年1月20日出願、2001年12月20日公開）
- Linda Griffith-Cima, Anthony Atala, Charles A. Vacanti, Keith T. Paige, Injectable polysaccharide-cell compositions（Application number: 20010055588、2001年8月9日出願、2001年12月27日公開）
- Linda G. Griffith, Anthony Atala, Charles A. Vacanti, Keith T. Paige, Injectable polysaccharide-cell compositions（Application number: 20040170612、2004年3月8日、2004年9月2日）
- Roland Eavey, Syed Kamil, Charles Vacanti, Martin Vacanti, Saim Aminuddin, Generation of living tissue in vivo using a mold（Application number: 20050123520、2004年3月4日出願、2005年9月8日）
- Charles Vacanti, Yi Cao, Robert Langer, Joseph Vacanti, Keith Paige, Joseph Upton, Tissue engineered tendons and ligaments（Application number: 20050060033、2004年8月6日出願、2005年3月17日登録）
- David Mooney, Charles Vacanti, Craig Halberstadt, Andrea Ferguson, Jennifer Marler, Byung-Soo Kim, Hybrid tissues for tissue engineering（Application number: 20050002982、2003年12月1日出願、2005年1月6日公開）

（spore-like cells関係）
- Martin P. Vacanti, Charles A. Vacanti, Subpopulations of Spore-Like Cells and Uses Thereof（特許出願、2013年9月12日出願、2014年1月16日公開、授受人：VBI Technologies, L.L.C.)

（STAP研究関係）
- Charles A. Vacanti, Martin P. Vacanti, Koji Kojima, Haruko OBOKATA, Teruhiko Wakayama, Yoshiki Sasai, Masayuki Yamato, Generating pluripotent cells de novo 2014年5月16日閲覧。（国際特許公開：WO2013163296、公開日：2013年10月31日、優先日：2012年4月24日、出願人：ブリガム＆ウィメンズ病院、理化学研究所、東京女子医科大学）[注 4]
  - 米国特許仮出願 Charles A. Vacanti, et.al. (2012-04-24) (PDF), US 61/637,631 2014年5月16日閲覧。
  - 米国特許仮出願 Charles A. Vacanti, et.al. (2013-03-13) (PDF), US 61/779,533 2014年5月16日閲覧。
  - 国際特許出願 Charles A. Vacanti, et.al. (2014-04-24) (PDF), PCT/US2013/037996 2014年5月16日閲覧。